# 尼泊尔老鹳草
尼泊尔老鹳草（学名：Geranium nepalense）为牻牛儿苗科老鹳草属的植物。分布在锡金、尼泊尔、孟加拉国、中南半岛以及中国大陆的湖北、四川、陕西、云南、贵州、西藏等地，生长于海拔170米至3,600米的地区，一般生于灌丛、山地阔叶林林缘、荒山草坡和山地杂草，目前尚未由人工引种栽培。

## 别名
五叶草（滇南本草）

## 异名
- Geranium nepalense Sweet var. oliganthum (Huang) ?
- Geranium nepalense Sweet var. thunbergii (Sieb. et Zucc.) Kudo
- Geranium oliganthum Huang

## 外部連結
- 尼泊爾老鸛草 Niboerlaoguancao （页面存档备份，存于） 藥用植物圖像數據庫 (香港浸會大學中醫藥學院) （繁體中文）（英文）
- 尼泊尔老鹳草的图片[]